# Николаус II фон Хунолщайн
Николаус II фон Хунолщайн (на немски: Nikolaus II von Hunolstein; Nicolas II Vogt von Hunolstein; * ок. 1243; † сл. 1303/1315) е наследствен господар и фогт на замък Хунолщайн в Морбах, Хунсрюк (Рейнланд-Пфалц).

## Произход и наследство
Той е син на фогт Николаус I фон Хунолщайн († сл. 1247), фогт фон Винтрих, и внук на Хуго фон Хунолщайн († сл. 1222), служител на графовете фон Залм. Правнук е на Теодерих? фон Хунолщайн? и праправнук на Теодерикус де Индагине († сл. 1158), който е брат на Хуго фон Хаген († сл. 1197). Племенник е на Хуго фон Хунолщайн († сл. 1239), министър на граф Симон фон Саарбрюкен. Брат е на Йохан фогт фон Хунолщайн-Шпиз († 1294).
Първият споменат от рода е Хуго фон Хунолщайн († сл. 1202/1222) в документ от 1192 г. като „advocatus de hunolstein“, което значи, фогт фон Хунолщайн, който е брат на Герлах фон Шварценберг. Замъкът Хунолщайн е построен през 1190 г. от граф Фолмар II фон Близкастел, той поставя фамилията „фон Хунолщайн“ като „фогтове“. През 1237 г. със смъртта на граф Хайнрих фон Близкастел собствеността отива на графовете фон Залм, които го дават отново на фогтовете фон Хунолщайн. През средата на 13 век родът се разделя на две главни линии, „стара и млада линия“. Старата линия е основана от баща му Николаус I фон Хунолщайн. През 1280 г. Хунолщайн е даден на Трир.
През 1296 г. граф Йохан фон Залм продава замък Хунолщайн, без да се интересува от правата на главните господари от Трир, на Николаус II фогт фон Хунолщайн. Това води до дългогодишни спорове. Фогтите фон Хунолщайн започват да се наричат също „господари на Хунолщайн“. Те успяват да си осигурят наследствено право. Старата династична линия на наследствените „фогтове фон Хунолщайн“ измира през 1488 г. и тяхната собственост е взета от архиепископите на Трир.

## Фамилия
Николаус II фон Хунолщайн се жени пр. 3 май 1255 г. за Беатрикс (Биеле) фон Хаген († сл. 1319), дъщеря на Теодерих фон Хаген († 1274) и Мехтилд фон Мандершайд († 1296), дъщеря на Вилхелм II фон Мандершайд † сл. 1270) и Гертруд фон Вирнебург. Те имат пет деца:
- дъщеря
- Николас III фон Хунолщайн († 1308/1312)
- Николас фон Хунолщайн († сл. 1296)
- Йохан фон Хунолщайн († 27 октомври 1328), фогт на Хунолщайн, женен пр. 1300 г. за Елизабет фон Бланкенхайм († 15 януари 1324)
- Хилдегард фон Хунолщайн († 11 декември 1306), омъжена за вилдграф Конрад IV фон Даун-Грумбах († сл. 1309)